# John Gerry
John Joseph Gerry (ur. 1 czerwca 1927 w Brisbane, zm. 13 grudnia 2017(dts) w Chermside) – australijski duchowny rzymskokatolicki, biskup pomocniczy archidiecezji Brisbane w latach 1975-2003, następnie biskup senior tej archidiecezji.

## Życiorys
Święcenia kapłańskie otrzymał 21 grudnia 1950 z rąk kardynała Pietro Fumasoni Biondi, ówczesnego prefekta Kongregacji Rozkrzewiania Wiary. Został następnie inkardynowany do archidiecezji Brisbane. 5 czerwca 1975 papież Paweł VI mianował go biskupem pomocniczym Brisbane ze stolicą tytularną Lugmad. Sakry udzielił mu 29 lipca 1975 Francis Roberts Rush, ówczesny arcybiskup metropolita Brisbane. 11 lutego 2003 przeszedł na emeryturę, osiągnąwszy osiem miesięcy wcześniej wiek 75 lat, będący dla biskupów katolickich wiekiem emerytalnym.